# Kwanja
Die Sprache Kwanja (auch Konja genannt) ist eine mambiloide Sprache des Kamerun.
Im Jahre 1991 hatte das Kwanja noch etwa 20.000 Sprecher aus dem Volk der Kwanja im Kamerun.